# سامسونگ اس‌جی‌اچ-یو۹۰۰
سامسونگ اس‌جی‌اچ-یو۹۰۰ یک‌نمونه از گوشی‌های تلفن همراه سری U شرکت سامسونگ می‌باشد که توسط همین شرکت به بازار عرضه شده است.